# Peltidium speciosum
Peltidium speciosum är en kräftdjursart som beskrevs av Thompson och Scott 1903. Peltidium speciosum ingår i släktet Peltidium och familjen Peltidiidae. Inga underarter finns listade i Catalogue of Life.